# Ancienne Belgique
Ancienne Belgique é uma arena localizado em Bruxelas, Bélgica.